# Шути Гатва
Мизеро Шути Гатва (енгл. Mizero Ncuti Gatwa; Кигали, 15. октобар 1992) руандско-британски је глумац. Познат је по улози Ерика Ефионга у серији Сексуално образовање (2019—2023) и петнаесте инкарнације Доктора у серији Доктор Ху (2023—2025).

## Биографија
Рођен је 15. октобра 1992. године у Кигалију. У августу 2023. у интервјуу за Elle јавно је изашао из ормара и изјаснио се као квир.

## Филмографија

### Филм
| Улоге Шутија Гатве |                               |               |             |          |
| Година             | Српски назив                  | Изворни назив | Улога       | Напомена |
| 2019.              |                               |               | Тимидије    |          |
| 2021.              | Последње писмо твог љубавника |               | Ник         |          |
| 2023.              | Барби                         |               | Кен-уметник |          |

### Телевизија
| Улоге Шутија Гатве |                               |               |                  |              |
| Година             | Српски назив                  | Изворни назив | Улога            | Напомена     |
| 2014.              |                               |               | муштерија        | 1 епизода    |
| 2015.              |                               |               | Даги             | 2 епизоде    |
| 2019—2023.         | Сексуално образовање          |               | Ерик Ефионг      | главна улога |
| 2023.              | Авантура у простору и времену |               | Петнаести Доктор | камео улога  |
| 2023—2025.         | Доктор Ху                     |               | Петнаести Доктор | главна улога |